# Superman : Le Crépuscule d'un dieu
Pour plus de détails, voir Fiche technique et Distribution.
Superman : Le Crépuscule d'un dieu ou Superman : Échec pour la diffusion en VOD (Superman: Doomsday) est un film d'animation américain réalisé par Lauren Montgomery, Bruce Timm et Brandon Vietti, sorti directement en vidéo en 2007, 1er film de la collection DC Universe Animated Original Movies.
Le film est une adaptation relativement libre de l'arc narratif La Mort de Superman publié par DC Comics.

## Synopsis
Lex Luthor repense au passé glorieux de Superman et se dit qu'il doit mourir. L'entreprise LexCorp découvre un appareil d’origine extra-terrestre. Un hologramme les avertit dans une langue inconnue du danger imminent que représente l’arrivée de Doomsday sur Terre. Alors sort un être monstrueux qui dévaste tout.
Pendant ce temps, Clark Kent et Lois Lane se détendent dans la Forteresse de la Solitude.

## Fiche technique
- Titre original : Superman: Doomsday
- Titre français : Superman : Le Crépuscule d'un dieu
- Réalisation : Lauren Montgomery, Bruce Timm et Brandon Vietti
- Scénario : Duane Capizzi et Bruce Timm, d'après les personnages de DC Comics
- Musique : Robert J. Kral
- Direction artistique du doublage original : Andrea Romano
- Son : Ed Collins, Robert Hargreaves, Mark Keefer
- Montage : Joe Gall
- Animation : Tristin Cole, Justin Schultz, Jeff Starling, Glenn Wai Lim Wong
- Production : Bruce Timm
  - Production déléguée : Sander Schwartz
  - Production exécutive : Bobbie Page
- Sociétés de production : Warner Bros. Animation et DC Comics
- Société de distribution : Warner Premiere
- Pays de production :  États-Unis
- Langue originale : anglais
- Genre : animation, super-héros
- Durée : 75 minutes
- Dates de sortie :
  - États-Unis : 18 septembre 2007
  - France : 16 mars 2017 (VOD en VOSTFr)
  - France : 6 mai 2017 (Diffusion TV en VF)[1]
- Classification : PG-13 (interdit -13 ans) aux États-Unis

 Sauf indication contraire, les informations mentionnées dans cette section peuvent être confirmées par les bases de données cinématographiques IMDb et Allociné,  présentes dans la section « Liens externes ».

## Distribution

### Voix originales
- Adam Baldwin : Clark Kent / Superman
- Anne Heche : Lois Lane
- James Marsters : Lex Luthor
- John DiMaggio : Toyman
- Tom Kenny : Le robot
- Swoosie Kurtz : Martha Kent
- Cree Summer : Mercy Graves
- Ray Wise : Perry White
- Adam Wylie : Jimmy Olsen
- Chris Cox : Damon Swank
- Hettie Lynne Hurtes : La présentatrice des news
- James Arnold Taylor : Officier Tucker
- Townsend Coleman : Technicien de la foreuse
- Kimberly Brooks : Docteur Murphy
- Kevin Smith : L'homme grincheux

### Voix françaises
- Emmanuel Jacomy : Clark Kent / Superman
- Véronique Augereau : Lois Lane
- Paul Borne : Lex Luthor
- Marc Perez : Toyman, Le robot, Damon Swank
- Kelvine Dumour : Mercy Graves
- Thierry Murzeau : Perry White
- Christophe Lemoine : Jimmy Olsen
- Odile Schmitt : La présentatrice des news, Docteur Murphy
- Bernard Lanneau : Officier Tucker, Technicien de la foreuse
- Frédéric Souterelle : L'homme grincheux

Société de doublage VF : Dubbing Brothers, adaptation VF : Michel Berdah, direction artistique VF : Céline Krief
 Source : voix originales et françaises sur Latourdesheros.com.

## Récompenses
- Golden Reel Award décerné par la Motion Picture Sound Editors (en) en 2008

## Autour du film
- Les critiques, notamment lors du San Diego Comic-Con, diront Superman: Doomsday est meilleur que Superman Returns.
- James Marsters qui prête sa voix à Lex Luthor, est un habitué des comics. Il a notamment joué le rôle de Brainiac dans la série télévisée Smallville.